# Helvedes forgaard - Gestapo på Staldgården
Helvedes forgaard - Gestapo på Staldgården er en dansk dokumentarfilm fra 2012, der er instrueret af Jeanet Rostgaard Hansen efter manuskript af hende selv og Nis Closter.

## Handling
Staldgården i Kolding var Gestapo-hovedkvarter for Syd- og Sønderjylland under 2. Verdenskrig. Dette er historien.